# Tuder
Tuder (grec antic: Τοῦδερ) va ser una ciutat de les més importants d'Úmbria, situada dalt d'un turó a la riba esquerra del Tíber, a uns 50 km al sud de Perusa i a uns 30 de Spoletium, i propera a la Via Flamínia.
Era una ciutat dels umbres però no apareix a la història fins a la conquesta romana. Sili Itàlic diu que era famosa pel seu culte a Mars, que consideraven el déu principal i tenia un temple a la part més alta del turó. Durant la invasió dels cimbres i teutons un prodigi es va produir a la ciutat. Més tard Marc Licini Cras, lloctinent de Sul·la, la va ocupar durant la guerra contra Gai Mari.
Va rebre una colònia sota August que es va dir Colònia Fida Tuder, probablement a causa dels serveis prestats durant la guerra de Perusa, entre August i Luci Antoni. Era una fortalesa important per estar situada en un turó ben defensable. Durant les guerres gòtiques i a la caiguda de l'Imperi va ser una posició clau. Era una de les fortaleses importants dels longobards i durant tota l'edat mitjana va ser una ciutat destacada.
Es conserven bastants restes de l'antiga ciutat, entre elles la muralla, i un edifici anomenat temple de Mart però que en realitat és una basílica del temps dels romans.
Avui es diu Todi. El seu nom etrusc era Tutere.